# American Basketball Association 1967-1968
La stagione della American Basketball Association 1967-1968 fu la stagione inaugurale del campionato ABA. Iniziò con 11 squadre e 78 partite in programma. I primi campioni furono i Pittsburgh Pipers, che sconfissero in finale i New Orleans Buccaneers.

## Squadre partecipanti
- Anaheim Amigos
- Dallas Chaparrals
- Denver Rockets
- Houston Mavericks
- Indiana Pacers
- Kentucky Colonels

- Minnesota Muskies
- N.J. Americans
- N.O. Buccaneers
- Oakland Oaks
- Pittsburgh Pipers

## Classifica finale
Eastern Division
| Squadra              | V  | P  | %    | GB |
| -------------------- | -- | -- | ---- | -- |
| Pittsburgh Pipers    | 54 | 24 | 69,2 | -  |
| Minnesota Muskies    | 50 | 28 | 64,1 | 4  |
| Indiana Pacers       | 38 | 40 | 48,7 | 16 |
| Kentucky Colonels    | 36 | 42 | 46,2 | 18 |
| New Jersey Americans | 36 | 42 | 46,2 | 18 |

Western Division
| Squadra                | V  | P  | %    | GB |
| ---------------------- | -- | -- | ---- | -- |
| New Orleans Buccaneers | 48 | 30 | 61,5 | -  |
| Dallas Chaparrals      | 46 | 32 | 59,0 | 2  |
| Denver Rockets         | 45 | 33 | 57,7 | 3  |
| Houston Mavericks      | 29 | 49 | 37,2 | 19 |
| Anaheim Amigos         | 25 | 53 | 32,1 | 23 |
| Oakland Oaks           | 22 | 56 | 28,2 | 26 |

## Vincitore
| Campione ABA 1967-1968        |
| ----------------------------- |
| Pittsburgh Pipers (1º titolo) |

## Statistiche
| Categoria         | Giocatore          | Squadra                | Stat |
| ----------------- | ------------------ | ---------------------- | ---- |
| Punti per gara    | Connie Hawkins     | Pittsburgh Pipers      | 26,8 |
| Rimbalzi per gara | Mel Daniels        | Minnesota Muskies      | 15,6 |
| Assist per gara   | Larry Brown        | New Orleans Buccaneers | 6,5  |
| FG%               | Trooper Washington | Pittsburgh Pipers      | 52,3 |
| FT%               | Charles Beasley    | Dallas Chaparrals      | 87,2 |
| 3FG%              | Steve Jones        | Oakland Oaks           | 42,6 |

## Premi ABA
- ABA Most Valuable Player Award: Connie Hawkins, Pittsburgh Pipers
- ABA Rookie of the Year Award: Mel Daniels, Minnesota Muskies
- ABA Coach of the Year Award: Vince Cazzetta, Pittsburgh Pipers
- ABA Playoffs Most Valuable Player: Connie Hawkins, Pittsburgh Pipers
- All-ABA First Team:
  - Connie Hawkins, Pittsburgh Pipers
  - Doug Moe, New Orleans Buccaneers
  - Mel Daniels, Minnesota Muskies
  - Larry Jones, Denver Rockets
  - Charlie Williams, Pittsburgh Pipers
- All-ABA Second Team:
  - Roger Brown, Indiana Pacers
  - John Beasley, Dallas Chaparrals
  - Cincy Powell, Dallas Chaparrals
  - Louie Dampier, Kentucky Colonels
  - Larry Brown, New Orleans Buccaneers
- All-Rookie Team:
  - Bob Netolicky, Indiana Pacers
  - Trooper Washington, Pittsburgh Pipers
  - Mel Daniels, Minnesota Muskies
  - Jimmy Jones, New Orleans Buccaneers
  - Louie Dampier, Kentucky Colonels